# Długołęka (Grande-Pologne)
Pour les articles homonymes, voir Długołęka.
Długołęka (prononciation : [dwuɡɔˈwɛnka]) est un village polonais de la gmina de Kobylin dans le powiat de Krotoszyn de la voïvodie de Grande-Pologne dans le centre-ouest de la Pologne.
Il se situe à environ 3 kilomètres au sud-ouest de Kobylin (siège de la gmina), à 17 kilomètres à l'ouest de Krotoszyn (siège du powiat) et à 82 kilomètres au sud de Poznań (capitale régionale).

## Histoire
De 1815 à 1919, Dlugolenka fait partie de l'arrondissement de Krotoschin dans la province de Posnanie.
De 1975 à 1998, le village faisait partie du territoire de la voïvodie de Leszno.

Depuis 1999, Długołęka est situé dans la voïvodie de Grande-Pologne.